# Mother 3
Mother 3 é um jogo eletrônico de RPG de 2006 desenvolvido pela Brownie Brown e HAL Laboratory e publicado pela Nintendo para o Game Boy Advance. É o terceiro e último título da série Mother. O jogo segue Lucas, um garoto com habilidades psíquicas, junto de outros personagens enquanto tentam impedir que um misterioso exército invasor corrompa e destrua o mundo.
Tal qual nos jogos anteriores da série, Mother 3 é focado numa exploração de mundo baseada em uma perspectiva top-down e em batalhas baseadas em turnos. Seu desenvolvimento durou doze anos, passando por quatro consoles, começando em 1994 no Super Famicom, passando para o Nintendo 64, e então seu periférico 64DD. Foi inicialmente cancelado em 2000, mas o desenvolvimento foi reiniciado em 2003 para o Game Boy Advance.
Mother 3 nunca foi localizado ou lançado fora do Japão, devido ao seu lançamento próximo ao fim da vida útil do Game Boy Advance e ao foco da empresa no Nintendo DS. No entanto, foi um sucesso comercial e de crítica e recebeu elogios por seu desenvolvimento de personagens, gráficos estilizados, música, história e tom mais maduro e dramático do que os dois jogos anteriores — mas foi criticado pela falta de inovação na jogabilidade — e eventualmente recebeu um status cult entre os fãs.
Uma tradução não oficial de fãs em inglês foi lançada pela comunidade da internet Starmen.net em 2008 e foi baixada mais de 100 mil vezes durante sua primeira semana. Mother 3 foi relançado no Japão no Virtual Console do Wii U em 2015 e no Nintendo Switch Online em 2024.

## Jogabilidade
Mother 3 é um jogo de RPG eletrônico semelhante aos videojogos anteriores da série Mother. O jogador controla um grupo de personagens jogáveis que exploram um mundo fictício bidimensional. Enquanto navega pelo overworld, o jogador pode conversar com personagens não jogáveis, obter itens ou encontrar inimigos. Vencer batalhas contra inimigos concede pontos de experiência ao grupo, necessários para subir de nível . Aumentar o nível de um personagem aumenta permanentemente seus atributos individuais, como pontos de vida máximos (HP), pontos de poder (PP), ataque e defesa. Armas, armaduras ou acessórios podem ser equipados em um personagem para aumentar certos atributos. O jogador pode restaurar o HP e PP de seus personagens ou curar vários status negativos visitando fontes termais que são abundantes no mundo do jogo, e o jogador pode salvar seu progresso conversando com sapos espalhados pelo jogo. A moeda é introduzida na segunda metade do jogo, chamada de Dragon Points (DP), ganhos ao vencer batalhas e usados para comprar itens. O jogador pode depositar ou retirar DP falando com os sapos.

Durante batalhas, o jogador pode fazer combos atacando o inimigo no ritmo da música de fundo.

Mother 3 mantém o sistema de batalha baseado em turnos apresentado em EarthBound (1994). Quando o jogador entra em contato com um inimigo no overworld, o jogo muda para uma tela de batalha. As batalhas são vistas de uma perspectiva presumida em primeira pessoa, mostrando os inimigos contra um fundo animado e distorcido. O jogador pode atribuir a cada personagem do seu grupo uma ação, como atacar um inimigo ou usar itens para restaurar HP ou PP. Alguns personagens podem utilizar habilidades psíquicas conhecidas como PSI, que incluem ataques mais fortes e habilidades de cura, e exigem PP para serem executados. Assim como EarthBound, o combate usa um sistema de "rolagem de vida": quando um dos personagens do jogador é ferido, seu HP gradualmente "rola" para baixo, semelhante a um hodômetro, em vez de ser imediatamente diminuído. Isso permite que um personagem mortalmente ferido realize ações como atacar ou curar a si mesmo, desde que o jogador aja com rapidez suficiente. Se um personagem perder todo o HP, ele ficará inconsciente e não poderá participar a menos que seja revivido por outro personagem. O jogador perde uma batalha se todos os personagens ficarem inconscientes; o jogador terá então a opção de continuar jogando do ponto de salvamento mais próximo.
O combate em Mother 3 inclui um sistema de combo musical único, não visto nos jogos anteriores da franquia. Quando um dos personagens do jogador ataca diretamente um inimigo, ele pode atacar repetidamente o inimigo pressionando o botão no ritmo da música de fundo, com cada inimigo possuindo um tema musical com ritmos diferentes. Usando este sistema, o jogador pode atacar o inimigo até dezesseis vezes seguidas. Quando a batida correta for difícil de ser reconhecida, o jogador pode colocar o inimigo para dormir para isolar a batida da música.

## Enredo
Se passando nas ficcionais Ilhas de Lugar Nenhum após os eventos de Earthbound, a história é contada em oito capítulos, incluindo um curto prólogo. O jogo começa com os gêmeos Lucas e Claus e sua mãe Hinawa visitando seu pai, que mora no extremo norte das ilhas. Logo no primeiro capítulo, sua terra natal, Vila Tazmily, é invadida por forças misteriosas conhecidas como o Exército Pigmask. O marido de Hinawa, Flint, é acordado por um incêndio florestal causado pelos Pigmasks; ao saber que sua família não voltou, ele procura por eles e descobre que Hinawa foi morta por um Drago hostil, uma criatura normalmente dócil, enquanto protegia Lucas e Claus. Após o enterro de Hinawa, Claus deixa a aldeia para se vingar do Drago; Flint tenta segui-lo e derrota o Drago, que foi transformado em um ciborgue, mas não consegue encontrar Claus.
Em resposta à invasão do Exército Pigmask, o ladrão Duster é enviado por seu pai e mestre Wess ao abandonado Castelo de Osohe para recuperar o misterioso Ovo da Luz. Lá, Duster conhece a jovem princesa de Osohe, Kumatora, mas tanto ele quanto o Ovo são pegos em uma armadilha e desaparecem. Ao mesmo tempo, um mascate misterioso conhecido como Yokuba, que trabalha com os Pigmasks, vende aparelhos parecidos com televisões conhecidos como Happy Boxes ("caixas felizes" em português) para os habitantes da vila, com a ajuda relutante de um macaco chamado Salsa, de quem ele tortura. Yokuba apresenta aos aldeões o conceito de moeda, dando algum dinheiro a um deles e, em seguida, incriminando o desaparecido Duster pelo roubo. Salsa escapa do controle de Yokuba com a ajuda de Kumatora, Lucas e Wess.
Três anos depois, a Vila Tazmily foi assumida pelo Exército Pigmask, que a modernizou com ferrovias, Happy Boxes e outras tecnologias. Lucas ouve rumores de que Duster, que está desaparecido desde que partiu para o Castelo de Osohe, está trabalhando como baixista em um clube e sai com seu cachorro Boney. No caminho, Lucas aprende poderes psíquicos de uma criatura superpoderosa, benevolente e andrógena conhecida como Magypsy, e parte em uma missão para investigar mais o Exército Pigmask, acompanhado por Boney. No clube, ele encontra Kumatora trabalhando como garçonete, assim como Duster, que perdeu sua memória. Eles se juntam, recuperam o Ovo e restauram a memória de Duster, mas enquanto tentam subir em uma aeronave dos Pigmasks, um misterioso Homem Mascarado os derruba para o chão, separando-os.
Após ser derrubado, Lucas tem visões de sua mãe em um campo de girassóis e, em seguida, salta para ela de um penhasco, caindo inconsciente em uma pilha de feno abaixo, em Tazmily. Lucas e Boney aprendem com as Magypsies que sob as ilhas dorme um enorme dragão. O propósito das Magypsies é guardar sete agulhas que foram colocadas para controlar o poder do dragão e aquele que puxar a maior parte das agulhas poderá usar o incrível poder do dragão para remodelar o mundo. Por causa disso, o Homem Mascarado está tentando encontrá-las e puxá-las. Lucas e Boney se reencontram com Duster e Kumatora e correm para puxar as Agulhas antes do Homem Mascarado, mas só conseguem puxar três antes dele, com o inimigo puxando outras três.
A sétima e última agulha está localizada abaixo da Cidade de New Pork, a capital dos Pigmasks. Lucas e companhia se dirigem para lá e reencontram Leder, outro aldeão de Tazmily, que revela que os habitantes da vila são os últimos sobreviventes de um apocalipse global, que viajaram para as Ilhas de Lugar Nenhum porque esta estava sendo protegida pelo poder do dragão. Para evitar que um segundo apocalipse ocorresse novamente, os sobreviventes selaram suas antigas memórias no Ovo da Luz; Leder recebeu o papel de revelar a verdade se a situação assim o exigisse. Ele também revela que o líder do Exército Pigmasks é Porky Minch, o antagonista secundário do jogo anterior, que após os eventos de EarthBound viajou no tempo para as Ilhas de Lugar Nenhum e começou a construir um império lá, sequestrando habitantes de outros períodos de tempo (incluindo Dr. Andonuts de EarthBound) para preenchê-lo, bem como transformando a vida selvagem local em novos seres distorcidos (incluindo o Drago que matou Hinawa).
Lucas e companhia derrotam Porky, que se fecha permanentemente em uma "Cápsula Absolutamente Segura", tornando-se  incapaz de continuar a batalha. Disputando a última agulha, o Homem Mascarado é revelado ser Claus, mas sofrido de lavagem cerebral. Durante a batalha entre Claus e Lucas, a memória de Claus de sua mãe restaura sua humanidade e ele comete suicídio. Lucas, a partir das palavras de seu pai Flint que apareceu durante a batalha, relutantemente puxa a agulha final, despertando o dragão e destruindo as Ilhas de Lugar Nenhum. Em um epílogo ambientado em uma tela escura, os personagens do jogo revela que eles sobreviveram, e depois agradecem e desejam adeus ao jogador, quebrando a quarta parede. Na tela final, o logotipo de Mother 3 é agora feito completamente de madeira.

## Desenvolvimento

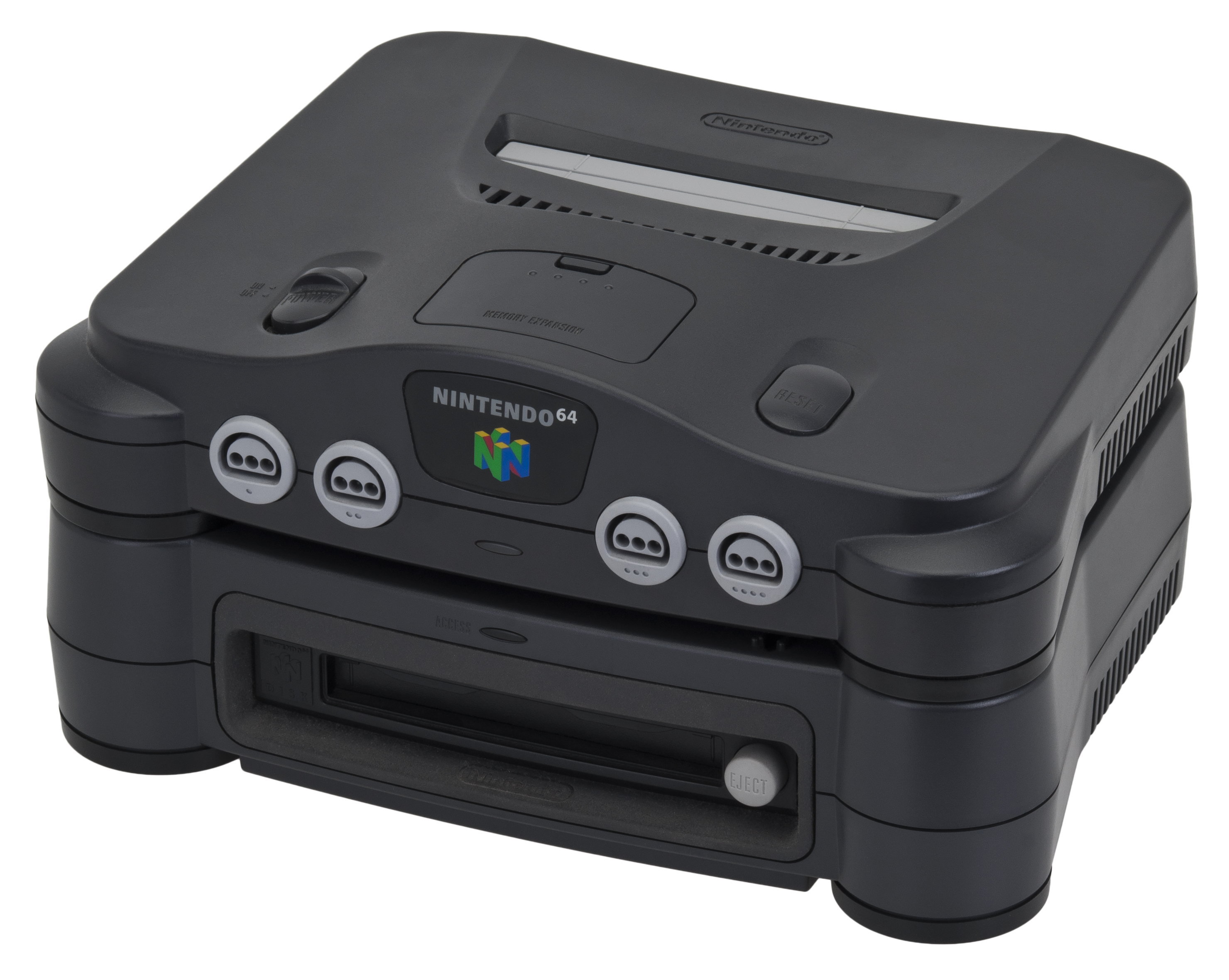
O jogo foi projetado para o 64DD.

O desenvolvimento de Mother 3 começou em 1994 para o Super Famicom, com Shigeru Miyamoto e Satoru Iwata como produtores. A equipe consistia principalmente de membros envolvidos no desenvolvimento de EarthBound. Inspirada por Super Mario 64, a equipe fez a transição para o Nintendo 64, acreditando que também poderia florescer criativamente fazendo um mundo 3D. No entanto, suas especificações iniciais excederam os recursos e limites de memória do Nintendo 64. No meio do desenvolvimento, a equipe mudou a plataforma para o 64DD, um periférico de expansão do Nintendo 64 que mais tarde foi lançado apenas no Japão em 1999. Esperava-se que Mother 3 fosse um jogo de lançamento do 64DD, mas o desenvolvimento voltou para o Nintendo 64 após o fracasso comercial do acessório.
A Nintendo apresentou uma demo do jogo na feira comercial Nintendo Space World de 1999. Era esperado para ser lançado na América do Norte com o nome EarthBound 64, em um cartucho de 256 megabits, similar a The Legend of Zelda: Ocarina of Time (1998). A IGN reagiu positivamente à demo e a comparou com o jogo de Super Famicom lançado exclusivamente no Japão Live A Live (1994), devido à estrutura de suas narrativas: ambas se assemelhavam por se dividirem em capítulos, onde em cada um o jogador controla um personagem diferente; leitores da Famitsu ranquearam o jogo como um dos dez jogos mais aguardados no final de 1999.
Shigesato Itoi [en], criador da série Mother, anunciou em agosto de 2000 que Mother 3 havia sido cancelado após vários atrasos. Iwata e Miyamoto esclareceram em entrevista que os recursos foram movidos para o desenvolvimento do GameCube, o próximo console da Nintendo. Itoi afirmou que seriam necessários mais dois anos para terminar o jogo, que estava 30% completo no momento do cancelamento. Iwata afirmou retrospectivamente que o foco em gráficos 3D tornou o projeto muito complexo. Miyamoto também afirmou que a franquia Mother não havia sido abandonada e que ele ainda estava interessado em um futuro lançamento do jogo. Três anos depois, em 2003, Yasuyuki Honne, artista e desenvolvedor da Monolith Soft, à época subsidiária da Namco, apresentou para Iwata e Itoi artes conceituais feitas de feltro e pano do que seria Mother 3 para GameCube.
No mesmo ano de 2003, a Nintendo anunciou que havia reiniciado o desenvolvimento de Mother 3 para o Game Boy Advance. Itoi acreditava que reiniciar o projeto era impossível, mas mudou de ideia seguindo o incentivo da base de fãs de Mother. A subsidiária da Nintendo, Brownie Brown, desenvolveu o jogo, com a colaboração de Itoi. Enquanto os gráficos foram alterados de 3D para 2D, a história não foi alterada. Mother 3 estava cerca de 60% concluído em julho de 2004 e foi lançado em 20 de abril de 2006, no Japão.

### Design

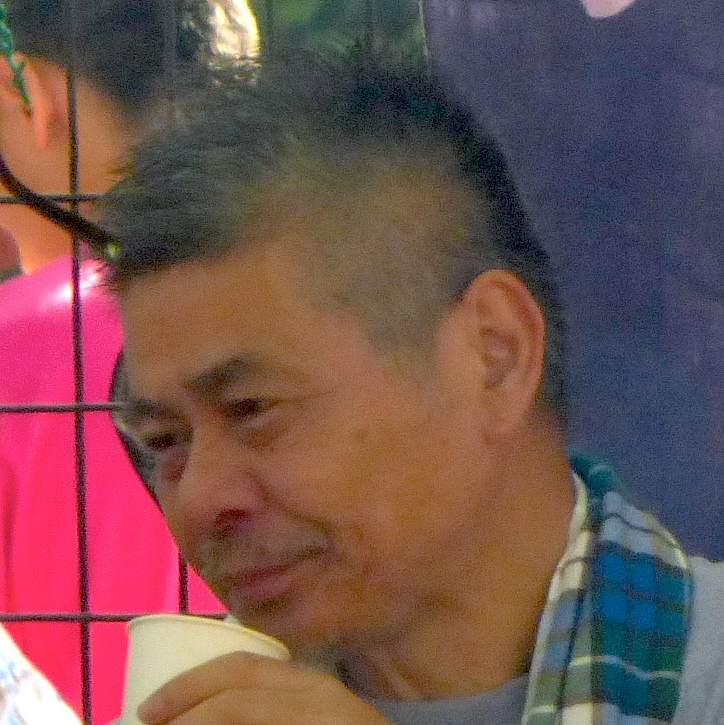
Shigesato Itoi, escritor de Mother 3.

Shigesato Itoi pensou no conceito por trás de Mother 3 ao fim da produção de EarthBound, que seria uma "história de detetive onde a cidade era a personagem principal". Ele pensou em um investigador particular mulherengo que se envolveria em um grande caso de assassinato, e a história se desenrolaria a partir de uma jovem funcionária de uma loja de flores que lentamente se lembraria de partes de uma história consequente à trama. Assim, a cidade pareceria crescer. A ideia de um "lugar único mudando ao longo do tempo" era central para o enredo de Mother 3. Ao contrário de RPG's anteriores, que ele via como "filmes de estrada", com poucas razões para revisitar lugares anteriores da trama, ele queria que o jogador visse a cidade crescer dinamicamente. Itoi pretendia que a obra tivesse 12 capítulos com várias mecânicas e personagens jogáveis que seriam rotacionados ao decorrer do jogo. À medida que o desenvolvimento avançava, Itoi reduziu o escopo dos capítulos até restar sete ou nove.
A "beleza desconfortável" das quimeras - várias criaturas fundidas em uma - era central para o jogo e era a ideia por trás do logotipo metálico e de madeira de Mother 3. Itoi atuou bem menos como gerente e mais como um membro da equipe e roteirista do que nos outros títulos da franquia. Ele se via simultaneamente fazendo o jogo que queria jogar, armando armadilhas para o jogador e fazendo um jogo que a Nintendo não poderia.
Itoi optou pelos gráficos pixelizados remanescentes de EarthBound porque não era interessado nas últimas tendências dos gráficos de computador. Os três videojogos da série foram escritos em hiragana ao invés de kanji em prol de serem mais acessíveis para pequenas crianças. O antagonista, Porky, foi concebido como um "símbolo da humanidade", complementando a visão do mal de Itoi em um espectro de moralidade fungível com "travessuras" e "crimes" em seus extremos. O mesmo comparou a forma como os personagens desenvolvem seus poderes psíquicos com a menstruação e ainda acrescentou que a fisiologia humana era "um de seus temas". Os personagens suam ao aprender uma habilidade psíquica, baseado na crença de Itoi de como o esforço físico é necessário para o crescimento. Ele também incluiu personagens como Magypsies (personagens com características não-binárias) e Duster (que tem uma perna manca) para mostrar o valor de ter amigos com qualidades diferentes.
Outro dos temas abordados foi a dualidade de seriedade e leveza nos jogos, razão pela qual ele adicionou uma cena séria de morte ao primeiro capítulo. A versão planejada para Nintendo 64 era mais sombria, "mais suja" e mais perturbadora, embora a versão final tenha mudado pouco em conceito. Itoi sentiu que o tema de renovação do final do jogo refletia sua visão de mundo de apreciar nosso tempo na Terra à luz do fim inevitável do planeta.

### Música
Shogo Sakai, um compositor da HAL Laboratory cujos trabalhos anteriores incluem músicas para Kirby Air Ride (2003) e Super Smash Bros. Melee (2001), compôs a trilha sonora de Mother 3. Shigesato Itoi afirmou que Sakai foi escolhido para o papel devido ao seu conhecimento profundo da história do jogo e da série EarthBound em geral, além do fato de que os compositores dos dois primeiros jogos, Keiichi Suzuki e Hirokazu Tanaka, não estavam disponíveis. Sakai trabalhou para fazer a música parecer semelhante aos jogos anteriores da série. A trilha sonora de Mother 3 foi lançada em CD em 2 de novembro de 2006. Kyle Miller da RPGFan escreveu que o jogo manteve a estranheza das trilhas sonoras anteriores da série, apesar da mudança nos compositores. Ele achou a segunda metade do álbum, que incluía "clássicos" reinterpretados da série, a mais forte.
"Love Theme", a música-tema de Mother 3, foi composta no final do desenvolvimento do jogo; no início do desenvolvimento Shigesato Itoi pretendia usar a música "Pigmask Army" como o tema principal. Durante a criação de uma cena importante no jogo, no entanto, Sakai foi convidado a criar uma música que tivesse um maior impacto; na sua criação, foi escolhida para ser usada como tema principal em vez de "Pigmask Army". Itoi afirmou que, dada a rapidez com que Sakai compôs a música, ele estava "esperando a ordem" para fazer uma música como "Love Theme". Itoi pediu que "Love Theme" fosse tocada num piano com apenas um dedo, tal qual "Eight Melodies" de EarthBound Beginnings (1989), que ganhou popularidade e que era usada em livros didáticos de escolas primárias no Japão, devido à sua simplicidade.

## Lançamento

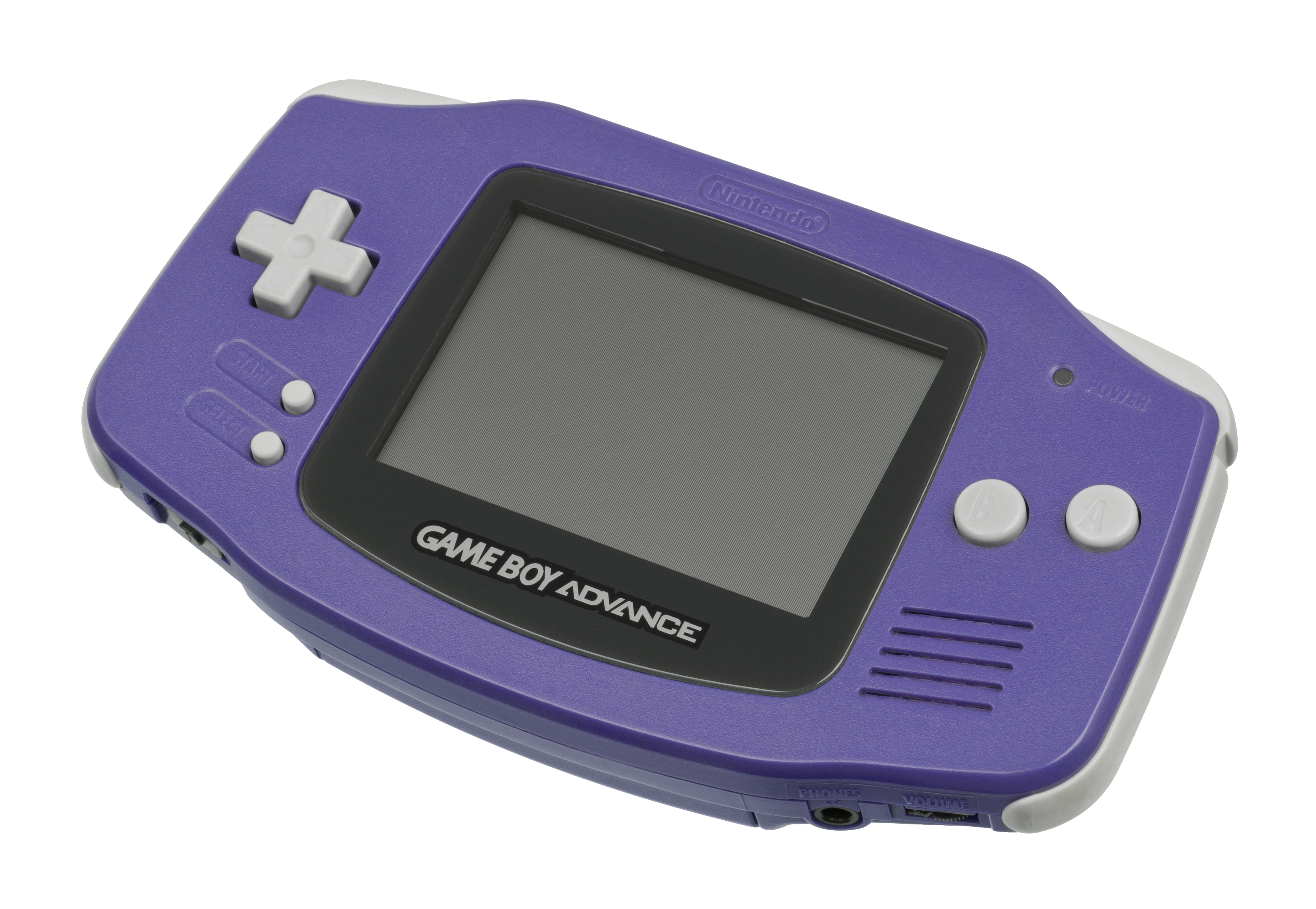
O jogo acabou sendo lançado para o portátil Game Boy Advance.

Mother 3 foi lançado no Japão em 20 de abril de 2006, onde se tornou um best-seller. Antes do lançamento, o jogo estava entre "os cinco jogos mais procurados" e no topo da lista de jogos mais comprados durante a pré-venda no Japão. Em algum momento anterior ao lançamento do título, a música tema do mesmo, "Love Theme", passou a ser usada como música de espera em ligações para o Japan Post. Uma edição especial limitada foi produzida com uma edição especial do Game Boy Micro e um broche. O jogo foi comercializado no Japão com um comercial de televisão onde mostrava a atriz japonesa Kou Shibasaki à beira das lágrimas ao explicar seus sentimentos sobre Mother 3. Itoi declarou que sua performance foi improvisada.
Em 17 de dezembro de 2015, o jogo foi relançado para o Virtual Console do Wii U, exclusivamente no Japão, e alcançou ao menos uma vez a lista de jogos mais vendidos da loja digital, quando figurou como o segundo jogo mais adquirido durante fevereiro de 2019. A obra também recebeu um lançamento para o Nintendo Switch Online em 21 de fevereiro de 2024, novamente de forma exclusiva para o Japão.

### Lançamento internacional
O terceiro título da série EarthBound nunca foi lançado fora do Japão. De acordo com o editor do Game Informer, Imran Khan, a Nintendo planejou uma localização em inglês, mas supostamente a cancelou devido aos possíveis temas controversos do enredo.
Em uma entrevista em 2022, o produtor do jogo, Shinichi Kameoka, alegou que seria muito difícil traduzir para outras línguas o estilo único de escrita de Shigesato Itoi; por causa disso, Mother 3 jamais teve um lançamento fora do Japão. Em contrapartida, em uma entrevista de Reggie Fils-Aimé, ex-presidente da Nintendo of America, para Geoff Keighley, foi dito que a decisão foi tomada à época principalmente devido ao fracasso comercial de EarthBound nos Estados Unidos — além de a própria Nintendo já ter feito a transição para seu próximo console portátil, o Nintendo DS — e que se o então presidente da Nintendo, Satoru Iwata, não houvesse falecido e se o Wii U, console lançado seis anos depois do lançamento original de Mother 3, houvesse tido melhores vendas, possivelmente o jogo teria sido eventualmente lançado para o mercado ocidental no console da oitava geração, mesmo que fosse sem uma tradução em inglês.
| “ | Houve uma conversa séria durante os dias do Nintendo 3DS, e quando lançamos o Wii U, que deveríamos procurar disponibilizar o jogo digitalmente em nossa loja digital, porque naquele momento os custos de produção e distribuição seriam mínimos. (...) O Sr. Iwata e eu tivemos aquela conversa sobre Mother 3. O que acabou acontecendo é que lançamos o primeiro jogo Mother chamado EarthBound Beginnings na Wii U eShop. (...) E quem sabe? Se o Sr. Iwata não tivesse falecido, se talvez o Wii U tivesse se saído melhor no mercado, talvez o jogo Mother 3 tivesse chegado a esse ponto. Então certamente houve conversas, mas teria que ter sido feito da maneira certa. | ” |
|   | — Reggie Fils-Aimé, 2022. |   |

### Tradução de fãs
Em 17 de outubro de 2008, usuários do site Starmen.net lançaram um patch de tradução que, quando aplicado em uma cópia da ROM de Mother 3, traduz todo o texto do jogo para o inglês. Reid Young, co-fundador do site, afirmou que quando perceberam que a Nintendo não iria localizar Mother 3, decidiram realizar a tarefa, para si e para os fãs do jogo. A equipe de tradução consistia de cerca de uma dúzia de pessoas, incluindo o líder do projeto, Clyde "Tomato" Mandelin, um tradutor profissional de japonês para inglês. O projeto levou dois anos e milhares de horas para ser concluído; estimou-se que o custo teórico freelance da tradução seria de 30 mil dólares.
A equipe de tradução afirmou que a Nintendo of America tinha conhecimento sobre o projeto, mas que mesmo assim não interveio. O time de tradução planejava em interromper o projeto caso a Nintendo fizesse um anúncio sobre o futuro do jogo, ou se fosse solicitado a cessar o desenvolvimento da tradução, e afirmou que a legalidade da localização era incerta, já que a tradução final exigia o uso de um emulador ou um cartucho pirata. O patch de tradução foi baixado mais de 100 mil vezes na primeira semana depois do seu lançamento. Andrew Webster do The Verge citou a tradução de Mother 3 como prova da dedicação dos fãs e Jenni Lada da TechnologyTell a chamou de "sem dúvida uma das traduções de fãs mais conhecidas que existem", com diversas traduções desenvolvidas para outras línguas.

## Recepção
Mother 3 recebeu grande aclamação crítica, vendendo cerca de 200 mil cópias em sua primeira semana de vendas. Foi um dos vinte jogos mais vendidos no Japão no primeiro semestre de 2006, e recebeu uma pontuação de 35/40 da revista Weekly Famitsu. Críticos parabenizaram a história e gráficos, e lamentaram suas mecânicas de RPG remanescentes dos anos 90. Críticos também elogiaram sua música.
Os críticos da Famitsu notaram o nível de detalhe da direção, acessibilidade e sagacidade da história, estilo de arte não convencional e mecânica de jogabilidade convencional. Eles consideraram as batalhas rítmicas úteis e difíceis. Simon Parkin, da Eurogamer, detalhou o desenvolvimento de 12 anos, o legado da série como "uma das mais amadas do Japão" e a resistência da sua comunidade de fãs. Ele ficou impressionado com a qualidade da tradução dos fãs e descreveu Itoi como um "contador de histórias" que escolheu o meio de RPG japonês para contar sua história. Parkin observou como o roteiro "excelente" saiu de um "conto direto ao ponto" para uma "amplitude e profundidade de qualidade que poucos títulos com muitas vezes seu orçamento alcançam". Ele comparou a abordagem por capítulos com o método utilizado em Dragon Quest IV (1990). A NGC Magazine escreveu que a obra parecia um Mother 2.5 na aparência, o que não foi levantado como um aspecto negativo, embora um pouco antiquado; o visual também foi comparado com Sword of Mana [en] (2003), também lançado para o Game Boy Advance. Lada da TechnologyTell disse que Mother 3 era surpreendentemente "mais sombrio" do que seus antecessores.

Poucas gestações foram tão dolorosas e demoradas quanto a de Mother 3.

Simon Parkin, Eurogamer, 2008
Jordan Jackson da RPGamer escreveu que os visuais são típicos da série e se encaixam no clima do jogo. Alana Hagues da RPGFan apontou "alguns elementos arcaicos", criticando o inventário de itens limitado, similar aos dois primeiros jogos da trilogia. Parkin da Eurogamer sentiu que os elementos do jogo de RPG eram menos interessantes e acrescentou que Mother 3 tinha poucos pontos de venda de destaque além de sua atenção aos detalhes e destacou como "única inovação sistêmica" o sistema de batalha baseado em ritmo. Richard Eisenbeis da Kotaku elogiou o sistema, e Greg Kasavin da GameSpot comparou-o com o da série Mario & Luigi. Parkin escreveu que o jogo estava repleto de "momentos memoráveis", incluindo um personagem que critica o jogador "por não rir de trocadilhos", sapos com trajes progressivamente bobos que salvam o jogo, uma batalha contra um "mecha caribu reconstruído" e a "cena da fogueira" e que enquanto a simplicidade do jogo poderia ter se inclinado para "estupidez bruta", em vez disso, era "elegante em sua simplicidade". Remy Korea da Nintendo Blast manifestou que Shigesato Itoi "escreveu um videogame que, se não é necessariamente literatura ou arte, certamente é excelente ficção".

## Legado
Vários críticos avaliaram Mother 3 como um dos melhores jogos de RPG para o Game Boy Advance. Jeremy Signor da GamePro listou entre seus "melhores jogos de RPG japoneses não lançados" por seu roteiro e atenção aos detalhes. Tim Rogers postulou Mother 3 como "um dos jogos mais próximos de chegar à literatura".
A Nintendo tem sido fortemente criticado por falta de um lançamento internacional de Mother 3. A IGN referiu à série Mother como "negligenciada" em relação à EarthBound ser o único jogo a ser lançado fora do Japão até 2015. Bob Mackey, do sitío 1UP.com, escreveu que "nenhum outro jogo na história obteve uma demanda tão raivosa por tradução", e Chris Plante, da UGO Networks, escreveu que a falta de uma localização oficial em inglês era um dos "piores desgostos" de 2008. Frank Caron, da Ars Technica, disse que o "empreendimento maciço da tradução dos fãs ... representa um enorme sucesso" e que "não se pode nem começar a entender por que a Nintendo não acharia adequado lançar o jogo no Ocidente".
Embora fortemente aclamada, o criador e escritor da série Mother, Shigesato Itoi, afirmou que não tem planos de criar um quarto jogo da série. A série de jogos de luta Super Smash Bros. apresenta Lucas junto de Ness, protagonista de EarthBound, como lutadores jogáveis, bem como personagens menores como colecionáveis, itens e etc. Durante o evento digital da Nintendo na E3 2014, a Nintendo fez uma referência humorística à falta de uma localização de Mother 3, apresentando uma animação em stop-motion criado pela Robot Chicken. O curta apresenta um fã conversando com o então presidente da Nintendo of America, Reggie Fils-Aimé. Após o fã dizer "Vamos, Reggie, nôs dê Mother 3!", Fils-Aimé responde dizendo "Que tal isso?" e então come uma Flor de Fogo da série Super Mario para jogar uma bola de fogo no fã.

|             | Terry Crews | Logo do Twitter, um pássaro azul estilizado |
| @terrycrews |             |                                             |

            LOCALIZEM MOTHER 3!

O ex-presidente da Nintendo of America, Reggie Fils-Aimé, publicou em 2021 via rede social sobre possuir uma suposta versão em inglês de Mother 3, a qual nunca jogou, sem esclarecer se tratava-se de uma piada, se era uma alusão à tradução feita pelos fãs, ou se se tratava de uma versão localizada nunca lançada pela empresa. No mesmo ano, através da mesma rede social, o ator Terry Crews escreveu uma curta mensagem pedindo a localização do jogo para o Ocidente. A postagem gerou milhares de interações de vários fãs concordando com o pedido do ator norte-americano.